# Lantsch/Lenz
Lantsch/Lenz (rm. Lantsch, do 1943 Lenz) – miejscowość i gmina w Szwajcarii, w kantonie Gryzonia, w regionie Albula. 

## Demografia
W Lantsch/Lenz mieszka 560 osób. W 2020 roku 15,7% populacji gminy stanowiły osoby urodzone poza Szwajcarią. 60,21 % mieszkańców posługuje się językiem retoromańskim.

## Transport
Przez teren gminy przebiega droga główna nr 3.